# Bethlehemkerk (Kopenhagen)
De Bethlehemkerk (Deens: Bethlehemskirken) is een kerkgebouw in het district Nørrebro te Kopenhagen.

## Geschiedenis
De Bethlehemkerk is een van de vele kerken in Kopenhagen die gebouwd werd door het Københavnske Kirkefond, een fonds dat in 1890 gesticht werd om geld in te zamelen voor de bouw van nieuwe kerken in de snel groeiende Deense hoofdstad. De eerste schetsen voor het ontwerp werden gemaakt door Peder Vilhelm Jensen-Klint, maar na zijn dood completeerde zijn zoon Kaare Klint het werk. De Bethlehemkerk werd gebouwd van 1935 tot 1937. De stijl herinnert aan de Grundtvigskerk, het beroemdste werk van Jensen Klint dat eveneens na diens dood door Kaare Klint werd voltooid. Jensen-Klint ontwierp ook het vlak bij de kerk gelegen parochiehuis, dat in 1931 gereed kwam. De drieschepige kerk werd op 13 februari 1938 door de bisschop van Kopenhagen geconsacreerd.

## Interieur
Het interieur is ontworpen door Kaare Klint en zeer sober uitgevoerd. In tegenstelling tot de rode baksteen van het exterieur werd voor het interieur gele baksteen gebruikt. Het ciborium boven het altaar is geïnspireerd op het altaar van de Geboortekerk te Bethlehem. In het klankbord boven de preekstoel is een davidster verwerkt.
De Bethlehemkerk is de eerste kerk in Denemarken waar in plaats van kerkbanken stoelen werden geplaatst. Het ontwerp van de stoel werd later zeer populair en vond navolging in andere kerken, maar ook in huiskamers.
Het orgel is in 1938 gemaakt door Marcussen & Søn in Aabenraa. Het heeft 17 registers, twee manualen en een vrij pedaal. Marcussen heeft het in 1992 grondig gerestaureerd.

## Afbeeldingen

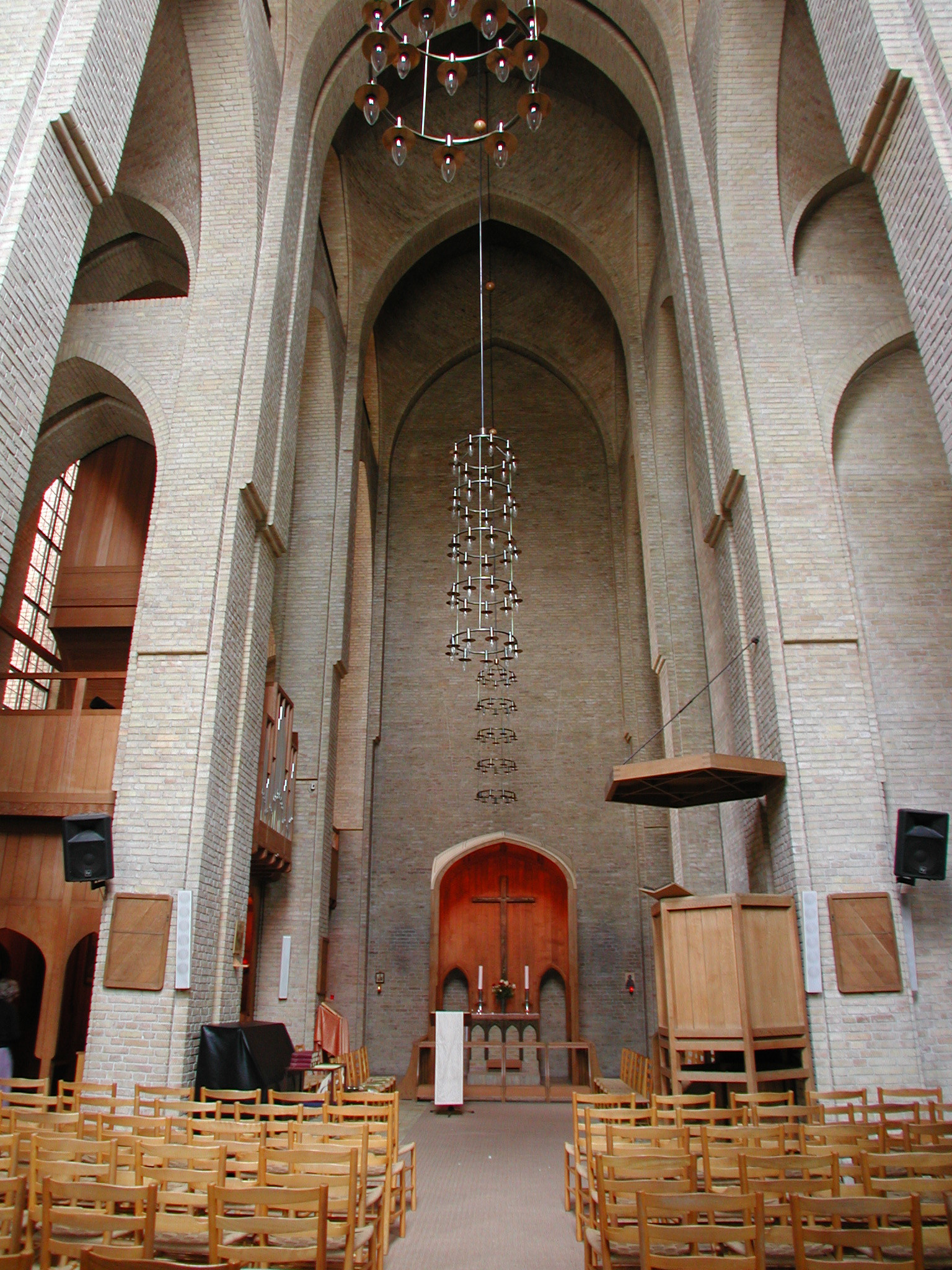
Interieur
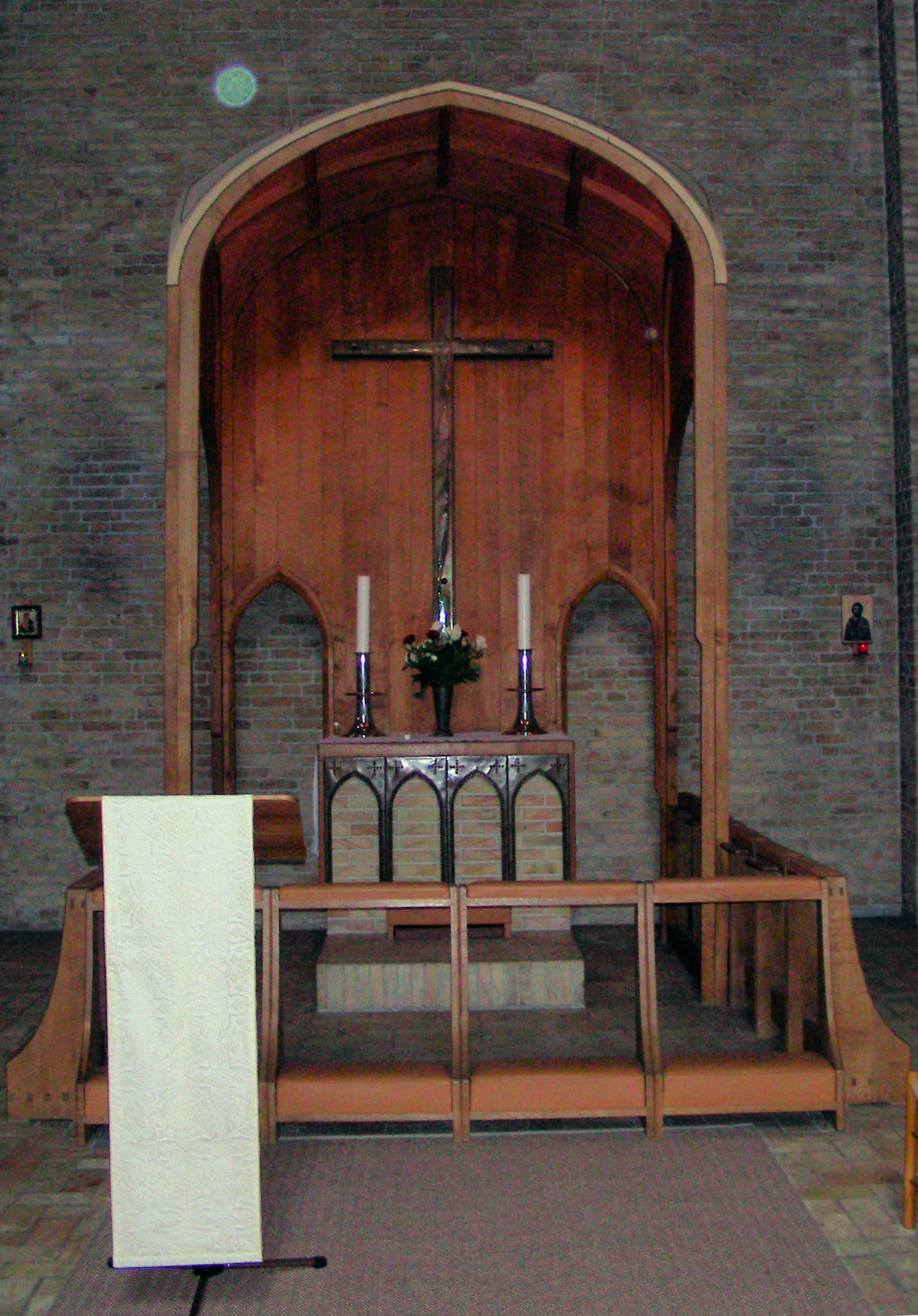
Altaar
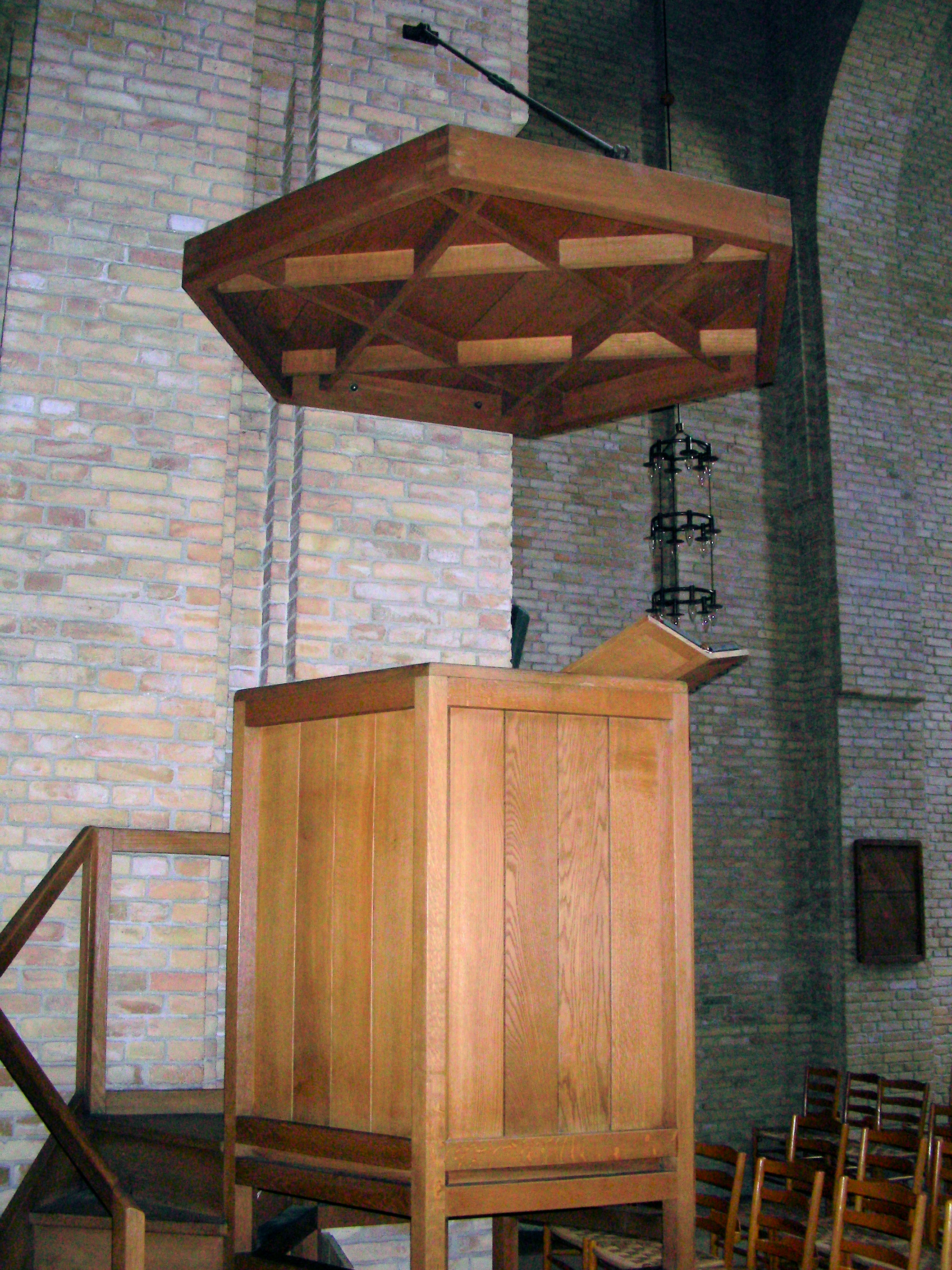
Kansel